# 아침의 현장
아침의 현장 (진주)는 KBS진주 1라디오에서 방송됐던 시사 프로그램이다.